# کوسه شش‌آبششی پخ‌بینی
کوسه_شش‌آبششی_هفت بینی (نام علمی: Hexanchus griseus) نام یک گونه از راسته شش‌کمان‌سانان است.